# Almietjewsk
Almietjewsk (ros. Альметьевск) – miasto w europejskiej części Rosji, w Tatarstanie, położone 279 km na południowy wschód od Kazania.
Miejscowość założono w XVII w., a prawa miejskie nadano w 1954. Od 1976 r. w mieście funkcjonuje system trolejbusowy.
Almietjewsk stanowi ważny ośrodek wydobycia ropy naftowej i gazu ziemnego. W mieście rozwinął się przemysł chemiczny, maszynowy, materiałów budowlanych oraz drzewny.

## Religia
- Eparchia almietjewska; sobór katedralny Kazańskiej Ikony Matki Bożej

## Przemysł
- Tatnieft

## Sport
- Nieftianik Almietjewsk – klub hokejowy